# Lidia Şimon
Lidia Elena Şimon-Slavuteanu (Târgu Cărbunești, 4 september 1973) is een Roemeense langeafstandsloopster. Ze nam driemaal deel aan de Olympische Spelen.

## Loopbaan
In 1994 werd Şimon tiende op de marathon tijdens de Europese kampioenschappen in Helsinki en won later de marathon van Lyon. In 1996 werd ze in Palma de Mallorca tweede op het  wereldkampioenschap halve marathon en in de twee jaren daarop op hetzelfde kampioenschap derde in Košice en Uster.
Şimon won twee bronzen medailles op de wereldkampioenschappen in 1997 en 1999, voordat ze goud won op de WK in 2001 in Edmonton in een tijd van 2:26.01. Eerder dat jaar was ze vierde geworden op de marathon van Londen. Ook won ze driemaal de marathon van Osaka, in 1998, 1999 en 2000 en veroverde zij een bronzen medaille op de EK van 1998 op de 10.000 m in een persoonlijke recordtijd van 31.32,64.
Op de Olympische Spelen van Sydney in 2000 legde Şimon beslag op een zilveren medaille in 2:23.22 achter de Japanse Naoko Takahashi en voor de Keniaanse Joyce Chepchumba. Tussen 2003 en 2004 nam ze een korte pauze om zich te concentreren op haar baby.
Lidia Şimon kwam terug om mee te doen aan de Olympische Spelen van Athene in 2004, maar ze haalde de finish niet in deze wedstrijd. Wel werd ze dat jaar tweede op de marathon van Wenen. Ze deed tweemaal mee aan de marathon van Nagano. In 2005 werd ze tweede en in 2007 werd ze vierde. Op de Olympische Spelen van 2008 in Peking werd ze achtste in 2:27.51.

## Titels
- Wereldkampioene marathon - 2001

## Persoonlijke records
Baan
| Onderdeel | Prestatie | Datum            | Plaats    |
| --------- | --------- | ---------------- | --------- |
| 1500 m    | 4.22,57   | 1991             |           |
| 3000 m    | 9.25,84   | 1991             |           |
| 10.000 m  | 31.32,64  | 19 augustus 1998 | Boedapest |

Weg
| Onderdeel      | Prestatie | Datum           | Plaats   |
| -------------- | --------- | --------------- | -------- |
| 10 km          | 32.01     | 22 mei 1999     | New York |
| 15 km          | 48.07     | 10 januari 2000 | Tokio    |
| 20 km          | 1:04.59   | 10 januari 2000 | Tokio    |
| halve marathon | 1:08.34   | 10 januari 2000 | Tokio    |
| 25 km          | 1:24.23   | 31 januari 2010 | Osaka    |
| 30 km          | 1:41.52   | 31 januari 2010 | Osaka    |
| marathon       | 2:22.54   | 30 januari 2000 | Osaka    |

## Palmares

### 10.000 m
- 1998:  EK - 31.32,64

### 15 km
- 2007:  Utica Boilermaker - 49.23

### 20 km
- 2006: 28e WK in Debrecen - 1:09.22

### halve marathon
- 1996:  WK in Palma de Mallorca - 1:10.57
- 1997:  WK in Košice - 1:09.05
- 1998:  WK in Uster - 1:08.58
- 1999:  halve marathon van Sapporo - 1:08.51
- 2000:  WK in Veracruz - 1:10.24
- 2001:  halve marathon van Sapporo - 1:09.46
- 2007: 18e WK in Udine - 1:10.08

### marathon
- 1994:  marathon van Lyon - 2:33.59
- 1994:  marathon van Kastoria - 2:32.38
- 1994: 10e EK - 2:36.14
- 1995:  marathon van Athene - 2:31.46
- 1995: 10e WK - 2:33.18
- 1995: 8e marathon van New York - 2:37.39
- 1996: 8e marathon van Nagoya - 2:30.13
- 1996: 6e OS - 2:31.04
- 1997:  marathon van Osaka - 2:27.04
- 1997:  marathon van Londen - 2:27.11
- 1997:  WK - 2:31.55
- 1998:  marathon van Osaka - 2:28.31
- 1998: 5e marathon van Londen - 2:28.41
- 1999:  marathon van Osaka - 2:23.24
- 1999:  WK - 2:27.41
- 2000:  marathon van Osaka - 2:22.54
- 2000:  marathon van Londen - 2:24.46
- 2000:  OS - 2:23.22
- 2001: 4e marathon van Londen - 2:24.15
- 2001:  WK - 2:26.01
- 2003: 19e Chicago Marathon - 2:40.53
- 2004:  marathon van Wenen - 2:30.40
- 2004: DNF OS
- 2005: 5e marathon van Osaka - 2:27.01
- 2005:  marathon van Nagano - 2:31.20
- 2006: 9e marathon van Osaka - 2:33.53
- 2006: 11e Chicago Marathon - 2:30.39
- 2007:  marathon van Shanghai - 2:29.28
- 2007: 6e marathon van Osaka - 2:32.09
- 2007: 4e marathon van Nagano - 2:34.48
- 2007: 5e WK - 2:31.26
- 2008: 6e marathon van Osaka - 2:27.17
- 2008: 8e OS - 2:27.51
- 2008: 8e New York City Marathon - 2:30.04
- 2009: 5e marathon van Osaka - 2:27.14
- 2009: 21e marathon van Nagoya - 2:41.12
- 2009: 21e WK - 2:32.03
- 2010: 4e marathon van Osaka - 2:27.11
- 2010: 10e EK - 2:36.52 (na DQ Živilė Balčiūnaitė + Nailja Joelamanova)
- 2012: 19e marathon van Nagoya - 2:33.41
- 2014: 23e Boston Marathon - 2:36.47 (na DSQ van Rita Jeptoo)

1983 Grete Waitz ·
1987 Rosa Mota ·
1991 Wanda Panfil ·
1993 Junko Asari ·
1995 Manuela Machado ·
1997 Hiromi Suzuki ·
1999 Jong Song-ok ·
2001 Lidia Şimon ·
2003 Catherine Ndereba ·
2005 Paula Radcliffe ·
2007 Catherine Ndereba ·
2009 Bai Xue ·
2011 Edna Kiplagat ·
2013 Edna Kiplagat ·
2015 Mare Dibaba ·
2017 Rose Chelimo ·
2019 Ruth Chepngetich ·
2022 Gotytom Gebreslase ·
2023 Amane Beriso Shankule